# 185 Eunika
185 Eunika (mednarodno ime 185 Eunike) je asteroid tipa C v glavnem asteroidnem pasu. 

## Odkritje
Asteroid je odkril nemško-ameriški astronom Christian Heinrich Friedrich Peters 1. marca 1878 . 
Poimenovan je po Nereidi Euniki iz grške mitologije.

## Lastnosti
Asteroid Eunika obkroži Sonce v 4,54 letih. Njegova tirnica ima izsrednost 0,128, nagnjena pa je za 23,223° proti ekliptiki. Njegov premer je 157,51 km, okoli svoje osi se zavrti v 10,83 h.